# 依其艾日克镇
依其艾日克镇（維吾爾語：ئىچئېرىق‎，拉丁维文：Ichériq），是中华人民共和国新疆维吾尔自治区阿克苏地区新和县下辖的一个乡镇级行政单位。
2016年7月13日，新疆维吾尔自治区人民政府批复同意撤销依其艾日克乡建制，设立依其艾日克镇。

## 行政区划
依其艾日克镇下辖以下地区：
托特塔什村、托格拉库木村、央达克村、阿克亚村、托克切克村、尤喀克英阿瓦提村、加依村、奥依买里村、尤喀克买里村、英买里村、依其艾日克村、克孜勒努尔村、乌尊阔恰村、喀拉塔什村、木纳尔村、克孜勒塔木村、恰先拜巴扎村、奥依巴格村、提根村、托玛村、帕依斯村、水稻农场和库木吐拉电站生活区。